# Abilly

Abilly este o comună în departamentul Indre-et-Loire, Franța. În 2009 avea o populație de 1104 de locuitori.